# Brussel Mobiliteit
Brussel Mobiliteit (vroeger "Mobiel Brussel"; in het Frans: Bruxelles Mobilité) is de overheidsdienst die in het Brussels Hoofdstedelijk Gewest verantwoordelijk is voor de beleidsdomeinen Mobiliteit en Openbare Werken. Brussel Mobiliteit maakt deel uit van de Gewestelijke Overheidsdienst Brussel.

## Missionstatement
De opdracht van Brussel Mobiliteit bestaat erin de openbare leefruimte van het Brussels Hoofdstedelijk Gewest optimaal te benutten om zo de bevolking een kwaliteitsvolle dienstverlening te garanderen op het vlak van mobiliteit. De belangrijkste uitdaging hierbij is de economische groei en de toenemende mobiliteitsbehoefte te verenigen met een betere leefbaarheid en duurzame ontwikkeling.

## Geschiedenis
De naam was oorspronkelijk het Bestuur Uitrustingen en Vervoer (BUV). Het BUV werd in het leven geroepen samen met de andere besturen van de Brusselse Hoofdstedelijke Overheid bij de oprichting van het Brussels Hoofdstedelijk Gewest in januari 1989. In april 2008 werd de naam Mobiel Brussel ingevoerd. Later werd hij gewijzigd naar Brussel Mobiliteit.

## Voorstelling
Binnen het Brussels Hoofdstedelijk Gewest staat Brussel Mobiliteit in voor volgende taken:
- onderzoek en ontwikkeling van de gewestelijke mobiliteitsstrategieën
- uitvoeren van vernieuwingsprojecten aan de openbare leefruimte
- beheer en onderhoud van de gewestwegen
- operationeel mobiliteitsbeheer
- organisatie van de taxidiensten

Brussel Mobiliteit vervult deze opdrachten met als doel een verbetering van de verkeersleefbaarheid in het Brussels Hoofdstedelijk Gewest en de duurzame en harmonieuze ontwikkeling van de openbare leefruimte.
Brussel Mobiliteit telt anno 2010 ongeveer 600 personeelsleden met uiteenlopende achtergronden en profielen. Zij beheren een jaarlijks budget van iets meer dan 700 miljoen Euro.
De naam Brussel Mobiliteit dekt het grootste deel van de projecten en activiteiten die de mobiliteit in het Brussels Hoofdstedelijk Gewest verbeteren. Het werk van Brussel Mobiliteit streeft naar de ontwikkeling van een aangename openbare leefruimte die bruikbaar is voor de ganse bevolking en bijdraagt tot een verbetering van de verkeersleefbaarheid in gans Brussel.

## Directies
Brussel Mobiliteit is onderverdeeld in verschillende diensten die elk een aparte opdracht hebben:
- Beleidsdienst (die onder meer instaat voor het beheerscontract met de Openbare Vervoersmaatschappij MIVB)
- Wegenprojecten
- Programmamanagement
- Wegbeheer en -onderhoud
- Mobiliteitscentrum
- Taxidiensten
- Generale Stafdienst

## Brusselse Hoofdstedelijke Regering
In de huidige regering-Vervoort II (sinds 2014) is minister Pascal Smet (sp.a) verantwoordelijk voor zowel Openbare Werken als Mobiliteit.
In de regering-Vervoort I (2009-2014) was minister Brigitte Grouwels (CD&V) verantwoordelijk voor het beleidsdomein Openbare Werken en Staatssecretaris Bruno De Lille (Groen) voor Mobiliteit.
In de regering-Picqué IV (2004-2009) was minister Pascal Smet (sp.a) verantwoordelijk voor zowel Openbare Werken als Mobiliteit.